# Рациональная фантастика
Рациональная фантастика (также известная как «жёсткая» или «твёрдая» научная фантастика) — это жанр научной фантастики, в котором основное внимание уделяется научной достоверности и логике. Произведения этого жанра стремятся к максимальной реалистичности, основываясь на известных или правдоподобных научных фактах, теориях и технологиях.